# Nizza-Alassio 1980
La Nizza-Alassio 1980, seconda edizione della corsa, si svolse il 21 febbraio 1980 su un percorso di 147 km. La vittoria fu appannaggio dell'italiano Francesco Moser, che completò il percorso in 4h05'15", precedendo il francese Guy Sibille ed il tedesco Gregor Braun.

## Ordine d'arrivo (Top 10)
| Pos. | Corridore           | Squadra                   | Tempo    |
| ---- | ------------------- | ------------------------- | -------- |
| 1    | Francesco Moser     | Sanson-Campagnolo         | 4h05'15" |
| 2    | Guy Sibille         | Peugeot-Esso-Michelin     | a 1"     |
| 3    | Gregor Braun        | Sanson-Campagnolo         | s.t.     |
| 4    | Phil Anderson       | Peugeot-Esso-Michelin     | s.t.     |
| 5    | Patrick Friou       | Miko-Mercier-Vivagel      | s.t.     |
| 6    | Cesare Cipollini    | Famcucine-Campagnolo      | s.t.     |
| 7    | Patrick Bonnet      | Renault-Gitane-Campagnolo | s.t.     |
| 8    | Patrick Hosotte     | Puch-Campagnolo-Sem       | ?        |
| 9    | Charly Berard       | Puch-Campagnolo-Sem       | ?        |
| 10   | Gaetano Baronchelli | Bianchi-Piaggio           | ?        |